# Cratera tui
Cratera tui ist eine Art der Landplanarien in der Gattung Cratera, die in Brasilien gefunden wurde.

## Merkmale
Cratera tui hat einen lanzenförmigen Körper, der auf Höhe des Pharynx die größte Breite einnimmt sowie eine Länge von 47 bis 70 Millimetern und eine Breite von 7 Millimetern aufweist. Vom Pharynx bis zum Vorderende verjüngt sich der Körper allmählich. Hinter dem Pharynx sind die Ränder annähernd parallel, kurz vor dem Hinterende verjüngt der Körper sich abrupt. Die Rückenseite ist leicht konvex, die Bauchseite flach. Auf dem Rücken befindet sich ein breiter, mittig gelegener Längsstreifen, der melonengelb ist. Dieser wird von zwei tiefschwarzen breiten Steifen gerahmt, an den Seitenrändern sind weiße Streifen, an den äußersten Rändern befinden sich schmale schwarze Streifen. Das vordere Fünftel des Körpers ist sowohl rücken- als auch bauchseits karminrot gefärbt. Ansonsten zeigt die Bauchseite eine gräulich weiße Färbung. Die vielen Augen sind in einer einzigen Reihe vom Vorder- bis zum Hinterende angeordnet.
Zum Kopulationsapparat gehört eine permanente Penispapille mit einem Ejakulationskanal, der schmal ist. Die Penispapille ist kürzer als das männliche Atrium genitale. Das weibliche Atrium genitale ist zweieinhalb Mal länger als das männliche Atrium.

## Etymologie
Das Artepitheton tui leitet sich von der Tupi-Sprache ab, die an der Atlantikküste Brasiliens gesprochen wurde. Es bedeutet winzig und bezieht sich auf die kleine Größe der Erweiterung des Ejakulationskanals.

## Verbreitung
Der Holotyp wurde in der Serra da Bocaina im brasilianischen Bundesstaat São Paulo entdeckt. Zudem wurde die Art im Nationalpark Itatiaia im Bundesstaat Rio de Janeiro gefunden.